# Marcelo van Gasse
Marcelo Carvalho van Gasse (* 9. März 1976) ist ein brasilianischer Fußballschiedsrichterassistent.
Seit 2011 steht er auf der Liste der FIFA-Schiedsrichter und leitet internationale Fußballspiele.
Als Schiedsrichterassistent war van Gasse (zusammen mit Emerson de Carvalho) bei vielen internationalen Turnieren im Einsatz, darunter bei der Klub-Weltmeisterschaft 2013 in Marokko, bei der Weltmeisterschaft 2014 in Brasilien, bei der U-17-Weltmeisterschaft 2017 in Indien und bei der Weltmeisterschaft 2018 in Russland (jeweils als Assistent von Sandro Ricci).